# 毛鱧腸
毛鱧腸（学名：Eclipta zippeliana）为菊科鱧腸屬下的一个种。

## 扩展阅读
- 維基物種上的相關：毛鱧腸